# Cuculus optatus
Cuculus optatus és una espècie d'ocell de la família dels cucúlids (Cuculidae) que habita boscos i matolls, criant principalment a l'Àsia Septentrional, des de la Rússia europea cap a l'est fins a Kamtxatka, Corea i Japó, i passant l'hivern a les Filipines i des de les illes de la Sonda i Borneo, cap a l'est, a través de les Moluques, Nova Guinea i nord d'Austràlia, fins a les illes Salomó.